# ダフィー (歌手)
ダフィー（Duffy、本名：Aimee Anne Duffy、1984年6月23日 - ）は、イギリス・ウェールズのバンガー出身のシンガーソングライター歌手、女優。ソウルフルなハスキーボイスを特徴とする。

## 来歴
1984年6月23日に父ジョン・ダフィーと母ジョイス・スミスの子としてプールヘリ近郊のネビンに生まれた。
15歳の時には、父と一緒に暮らすネビンで様々な地元のバンドで音楽活動を開始した。17歳の時にウェールズのコレグメイリオンドワイフォー大学のプールヘリ校へ進学。その後はイギリスのチェスター大学に進学し、ウォリントン校でコマーシャルミュージックプロダクションを、2004年からは同大学のパークゲート校で舞台芸術を学んだ。
2003年にウェールズのテレビタレントショー「Wawffactor」に出演し2位になる。ウェイトレスと魚屋という2つのアルバイトを掛け持ちしつつ、2004年に3曲入りEP『エイミー・ダフィー』をリリース。その後、ミント・ロワイヤルのアルバム『See You in the Morning』に参加した後、2004年8月にラフトレードレコードのジャネット・リーに紹介される。リーはダフィーを ロンドンのクラウチエンドに転居させ、スウェードのギタリストバーナード・バトラーに紹介し、彼女のプロデュースを開始した。
2008年3月リリースのファーストアルバム「Rockferry」は1960年代のポップス、ソウル風の曲調で、イギリスアルバムチャートで1位を獲得し、発売開始から1か月を待たずにプラチナディスクを獲得。その後、ヨーロッパ各国、アメリカ合衆国のチャートで上位にランクインする大ヒットとなった。2008年にイギリスでは最も売れたアルバム、世界でも4番目に売れたアルバムとなり、2016年5月の時点で900万枚以上を売り上げた。
2010年には映画「パタゴニア」に女優としてデビュー。同年に、セカンドアルバム『Endlessly』をリリース。イギリスチャートで9位を記録した。 
2011年2月、音楽活動の無期限休止を発表した。
2015年、一時的に活動を復帰し、映画『Legend』に出演。同映画のサウンドトラックに3曲を提供したものの音楽活動は復帰しなかった。
2020年2月、活動の長期間休止の理由は、後述する誘拐事件によるものであったことをSNSで告白した。

## 誘拐事件
2020年2月25日、ダフィーはInstagramアカウントの投稿（現在は削除）で、「レイプされ、薬物を投与され、数日間人質にされた」被害について告白した。
彼女はしばらくの間表舞台から姿を消したおかげで、時間はかかったものの現在は順調に回復することができたと語っている。最初の投稿では犯人の身元を特定しておらず、被害が何時または何処で起きたかについては言及しなかった。 
4月にはより長い手記を公開した。手記の冒頭で、「多くの人が明るいニュースを求めているこの時期に、悲しい内容のストーリーを公表することにとても迷いました。私が綴った言葉が、一瞬でも（新型コロナウイルスから）気持ちを逸らすことに繋がったり、暗闇から抜け出したいと思っている方々にとっての慰めになればと願っています」と前置きしたうえで、事件の詳細について述べた。誕生日に食事をしたレストランで薬を盛られ、薬漬けにされたままホテルに監禁され、飛行機や車で外国へも連れて行かれたという。また、犯人と一緒に帰国後も、彼女は自宅で4週間にわたり薬物を投与され監禁されていたと語った。事件については報復や世間からの反応に恐怖し、公の場で語ることができなかったという。 
被害後は「ほぼ10年間は完全に一人で過ごした」ものの、現在は回復に向かっており、治療にあたった心理学者に感謝しつつ「この10年を記録に残せる」と感じたと述べた

## 音楽性
ダフィーとアデル（2008年1月にデビュー）の2人は、そのデビュー時期とソウルミュージックの歌手という共通点があるため、エイミー・ワインハウスに続く白人女性ソウルシンガーと評されていた。また、ダフィーは1960年代の歌手ダスティ・スプリングフィールドを彷彿とさせるという評価もあるが、バーナード・バトラーによれば、彼女はレコードのコレクションを持っていなかったため、ダスティ・スプリングフィールドを知らなかったそうである。

## ディスコグラフィ

### シングル
- Aimée Duffy 2004年 (日本未発売) ウェールズ語の歌詞のインディーズ盤
- Rockferry 2007年12月 限定版 (日本未発売)
- マーシー Mercy 2008年2月 (2008年8月20日 日本発売) 公式なファーストシングル
- ウォリック・アヴェニュー Warwick Avenue 2008年6月 (2008年12月3日 日本発売予定)
- Stepping Stone 2008年9月 (日本未発売)
- Well, Well, Well 2010年11月21日発売予定

### アルバム
- ロックフェリー Rockferry 2008年3月 (2008年9月24日 日本発売)
- 映画「セックス・アンド・ザ・シティ」オリジナル・サウンドトラック 2008年 - UK盤とJP盤にマーシーが収録されている。US盤には入っていない。
- Endlessly 2010年11月29日発売予定

### ダウンロード販売のみ
- Live from London 2008年2月

## 来日
- 2008年9月29日〜10月5日 - プロモーション来日。10月1日の恵比寿LIQUIDROOMでのライブの他、テレビ番組「とくダネ!」、「笑っていいとも!」に生出演した。
- 2009年3月17日 - 東京 渋谷AX
- 2009年3月18日 - 大阪 クラブクアトロ